# Wilson Shannon

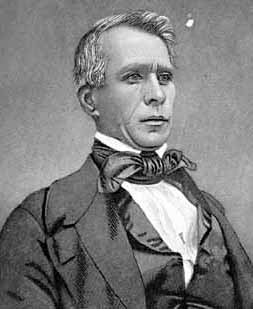
Wilson Shannon

Wilson Shannon (* 24. Februar 1803 im Belmont County, Nordwestterritorium; † 30. August 1877 in Lawrence, Kansas) war ein US-amerikanischer Politiker. Er war zwischen 1838 und 1840 der 14. und von 1842 bis 1844 der 16. Gouverneur des Bundesstaates Ohio sowie zwischen 1855 und 1856 Gouverneur des Kansas-Territoriums.

## Frühe Jahre
William Shannon besuchte die Ohio University, das Franklin College und die Transylvania University in Lexington, Kentucky. Nach einem anschließenden Jurastudium und seiner 1830 erfolgten Zulassung als Rechtsanwalt praktizierte er in Clairsville.

## Politische Laufbahn

### Staatsanwalt und Gouverneur von Ohio
Im Jahr 1832 bewarb sich Shannon erfolglos um einen Sitz im Kongress. Zwischen 1833 und 1835 war er Staatsanwalt im Belmont County. Im Jahr 1835 wurde er oberster Ankläger des Staates Ohio (State prosecuting Attorney). Im Jahr 1838 wurde er als Kandidat der Demokratischen Partei für die anstehende Gouverneurswahl nominiert und anschließend auch in dieses Amt gewählt. Dabei setzte er sich mit 51,4 Prozent der Stimmen gegen Amtsinhaber Joseph Vance von den Whigs durch.
Shannons erste zweijährige Amtszeit begann am 31. Dezember 1838 und endete am 16. Dezember 1840. Im Jahr 1840 verfehlte er gegen Thomas Corwin die Wiederwahl, aber zwei Jahre später wurde er durch einen Sieg über Corwin erneut in dieses Amt gewählt. Ein Versuch, ein Mandat im US-Senat zu erringen, war zuvor gescheitert. Seine zweite Amtszeit begann am 14. Dezember 1842 und endete am 15. April 1844. In seiner Zeit als Gouverneur von Ohio wurde das Bankensystem verbessert und die Infrastruktur ausgebaut. Nachdem er von Präsident John Tyler als Nachfolger von Waddy Thompson zum US-Botschafter in Mexiko ernannt worden war, trat er im April 1845 vom Amt des Gouverneurs zurück.

### Botschafter und Abgeordneter
Die Mission in Mexiko war nicht einfach, weil die politische Entwicklung auf einen Krieg zwischen mit den USA zulief. Bis zum Abbruch der diplomatischen Beziehungen im Mai 1845 blieb Shannon auf seinem Posten in Mexiko. Danach war er bis 1849 als Anwalt in Cincinnati tätig. Dann versuchte er zwei Jahre lang mit wenig Erfolg sein Glück auf den Goldfeldern in Kalifornien. Zwischen 1853 und 1855 war er Abgeordneter im US-Repräsentantenhaus in Washington, D.C.

### Gouverneur im Kansas-Territorium
Im August 1855 wurde Shannon von Präsident Franklin Pierce zum Gouverneur des Kansas-Territoriums ernannt. Seine Amtszeit sollte nur etwa ein Jahr dauern. Damals erreichten die bürgerkriegsähnlichen Kämpfe in diesem Gebiet zwischen den Anhängern der Nord- und Südstaaten ihren traurigen Höhepunkt. Shannon selbst unterstützte die Positionen des Südens. Er stand den Unruhen und Überfällen im Land macht- und tatenlos gegenüber. Daher reichte er 1856 beim Präsidenten sein Rücktrittsgesuch ein. Dieser hatte aber bereits vorher seine Entlassung verfügt. Nach Andrew Horatio Reeder war Shannon damit bereits der zweite Gouverneur dieses Territoriums, der entlassen wurde.

## Weiterer Lebenslauf
Nach dem Ende seiner Zeit als Gouverneur blieb Shannon in Kansas. Er ließ sich in Lawrence als Anwalt nieder. Im Lauf der Jahre erwarb er sich in diesem Beruf einen guten Ruf. In Lawrence ist Shannon dann auch 1877 verstorben. Er war zweimal verheiratet und hatte insgesamt acht Kinder. Sein Bruder Thomas war Kongressabgeordneter für den Staat Ohio.